# Kotna velikost
Kótna velikóst (tudi kótni premér) poljubnega telesa je navidezni kot med smerema od opazovalčevega očesa do dveh nasprotnih strani telesa, ki ga opazujemo.
Običajno se za določanje smeri vzameta dve diametralno nasprotni strani telesa, če je telo okroglo (na primer nebesno telo v astronomiji). Kotna velikost ne določa prostorskega kota pod katerim vidimo telo ampak ravninski kot med dvema smerema. Kotno velikost imenujemo tudi vidni premer telesa. Ta premer se razlikuje od dejanskega premera, če gledamo telo pod kotom. Pri opazovanju moramo upoštevati, da velikost vidnega premera določa pravzaprav projekcija telesa na ravnino, ki je pravokotna na smer opazovanja.

## Izračunavanje
Z uporabo trigonometrične funkcije dobimo (glej sliko):
{\displaystyle \operatorname {tg} \ (\delta /2)={\frac {d/2}{L}}\!\,.}
Kotno velikost izračunamo z naslednjim obrazcem:
{\displaystyle \delta =2\ \operatorname {arc\,tg} \ \left({\frac {1}{2}}\,d/L\right)\!\,,}
kjer je 
- δ kotna velikost (premer),
- d resnični premer objekta,
- L razdalja od opazovalca do telesa.

Vrednosti d in L merimo v enakih enotah. Kadar je {\displaystyle L} mnogo večji od {\displaystyle d}, lahko uporabimo enostavnejši obrazec:
{\displaystyle \delta ={\frac {d}{L}}\!\,.}

## Uporaba v astronomiji
V astronomiji pogosto dajemo podatke o velikosti nebesnega telesa kot njegovo kotno velikost, ki jo vidimo s površja Zemlje. V astronomiji se za merjenje razdalj uporablja tudi enota parsek, ki je povezana s kotno velikostjo razdalje Zemlje od Sonca. Kotna velikost premera Zemljine tirnice okrog Sonca je po definiciji parseka enaka natančno 2" (dve kotni sekundi). Kotni premer Sonca z razdalje 1 svetlobnega leta je 0,03", premer Zemlje pa z iste razdalje 0,0003".
Kotne velikosti nekaterih nebesnih teles:
| Sonce   | 31,6' – 32,7' |
| Luna    | 29,3′ – 34,1' |
| Venera  | 10″ – 66″     |
| Jupiter | 30″ – 49″     |
| Saturn  | 15″ – 20″     |
| Mars    | 4″ – 25″      |
| Merkur  | 5″ – 13″      |
| Uran    | 3″ – 4″       |
| Neptun  | 2″            |
| Ceres   | 0,8″          |
| Pluton  | 0,1″          |
| Erida   | 0,040″        |

- Betelgeza: od 0,049″ do 0,060″
- Proksima Kentavra: približno 0,007″
- Sirij: približno 0,007″